# 斯波孝四郎

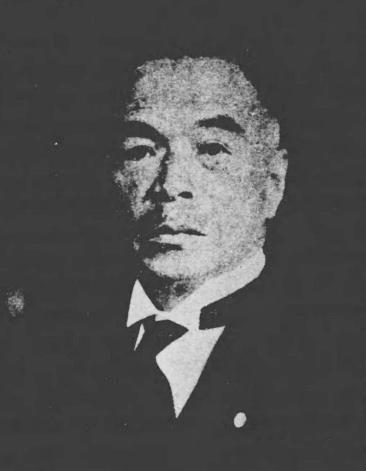
三菱重工業（1934年）会長期の斯波孝四郎

斯波 孝四郎（しば こうしろう、1875年（明治8年）1月24日 ‐ 1971年（昭和46年）6月13日）は、日本の実業家、技術者。妻・アイ子は白根専一の娘。

## 生涯
元加賀藩家老斯波蕃の次男として石川県金沢市に生まれる。第一高等学校を経て、1899年（明治32年）東京帝国大学工科大学造船科を卒業。同年三菱造船株式会社に入社。長崎造船所所長、三菱造船常務を務め、1934年（昭和9年）、三菱造船と三菱航空機を統合して三菱重工業を発足させその初代会長に就任した。1942年（昭和17年）に三菱重工業会長を退任し、造船統制会会長に就任、1945年（昭和20年）まで務めた。
第二次世界大戦後はGHQにより公職追放。解除後は経団連の評議会議長（初代）、同顧問、および日経連の顧問などを務めたほか、日本海事協会理事長、日本工業倶楽部評議会副会長を歴任するなど、造船業界の長老として重きを成した。1970年（昭和45年）、勲一等旭日大綬章受章。墓所は雑司ヶ谷霊園。